# Elipsă

Elipsa și unii dintre parametrii săi.

Elipsa (din gr. elleipsis – lipsă) este o curbă plană definită ca loc geometric al punctelor pentru care suma distanțelor la două puncte fixe (numite focarele elipsei) este constantă. Este o curbă închisă care constituie o orbită pentru planetele din Sistemul solar.
Aria suprafeței delimitate de o elipsă (disc eliptic) de semiaxe a și b este {\displaystyle A=\pi ab}, expresie similară ariei delimitate de un cerc, unde semiaxele coincid și se numesc raze.
Elipsa este o conică, adică este una dintre curbele care se pot obține prin intersecția dintre un con și un plan.
Segmentul de dreaptă care trece prin focare și are capetele pe elipsă se numește axa majoră. Segmentul perpendicular pe mijlocul axei majore și având capetele pe elipsă se numește axă minoră. 
Parametrul {\displaystyle e={\sqrt {1-{\frac {b^{2}}{a^{2}}}}}} care apare și în figura alăturată se numește excentricitatea elipsei.
Din punct de vedere algebric, elipsa este o curbă definită în coordonate carteziene de următoarea ecuație de gradul al doilea în două variabile:
{\displaystyle Ax^{2}+Bxy+Cy^{2}+Dx+Ey+F=0}
cu condițiile {\displaystyle B^{2}<4AC}, toți coeficienții sunt reali și există mai mult de o singură pereche (x, y) care să satisfacă ecuația.
Lungimea elipsei este dată de o integrală eliptică. Elipsa cu excentricitatea e și cu semiaxa mare a are lungimea
{\displaystyle L=2\pi a\left[{1-\left({1 \over 2}\right)^{2}e^{2}-\left({1\cdot 3 \over 2\cdot 4}\right)^{2}{e^{4} \over 3}-\left({1\cdot 3\cdot 5 \over 2\cdot 4\cdot 6}\right)^{2}{e^{6} \over 5}-\dots }\right]\!\,}
Se poate observa că cercul este un caz particular de elipsă (elipsa în care cele două focare coincid - sau pentru ecuația algebrică, elipsa pentru care {\displaystyle A=C} și {\displaystyle B=0}).

## Parametrizări
O elipsă centrată în originea sistemului de coordonate și având una dintre axe orizontală poate fi parametrizată astfel: 
{\displaystyle x=a\,\cos \beta ;\,\!}
{\displaystyle y=b\,\sin \beta ;\,\!}
unde {\displaystyle \beta } aparține intervalului {\displaystyle {}^{-}{\frac {\pi }{2}}\leq \beta \leq {}^{+}{\frac {\pi }{2}}.\,\!}

## Curbura și excentricitatea
Elipsa e o curbă cu rază de curbură variabilă. Raza de curbură se exprimă funcție de unghiul la centru și excentricitate în coordonate polare.

### relativ la reperul raportat la focar
{\displaystyle \qquad r(\theta )={\frac {p}{1+e\cos \theta }}\qquad \theta \in [0;2\pi )}

### relativ la reperul raportat la centru
{\displaystyle \qquad r^{2}(\theta )={\frac {b^{2}}{1-e^{2}\cos ^{2}\theta }}\qquad \theta \in [0;2\pi )}

Unghiul {\displaystyle \theta } este de obicei luat în intervalul {\displaystyle [0;2\pi )} pentru a descrie o singură dată elipsa, însă formula este valabilă pentru orice {\displaystyle \theta \in \mathbb {R} }.

## Proprietăți și aplicații
- Traiectoria planetelor este (conform primei legi a lui Kepler) o elipsă.
- Proiecția unui cerc de rază a pe un plan înclinat este o elipsă cu semiaxa mare egală cu raza cercului și cu semiaxa mică egală cu {\displaystyle b=a\cos \alpha }, unde α este unghiul dintre cerc și plan.
- Conform teoriei relativității restrânse, un cerc de rază a care se deplasează în planul său rectiliniu și uniform cu viteza v se transformă într-o elipsă de semiaxă mare a și semiaxă mică {\displaystyle b=a{\sqrt {1-{\frac {v^{2}}{c^{2}}}}}=a\cos \alpha }, unde α poate fi interpretat ca fiind unghiul cu care se rotește reperul minkowskian al cercului datorită deplasării cu viteze relativiste (c fiind viteza luminii în vid).
- Dacă se construiește o oglindă în formă de elipsă (în cazul a două dimensiuni) sau elipsoid de rotație (pentru trei dimensiuni), se va observa că o rază de lumină trimisă dintr-un focar se reflectă în celălalt focar.